# لي آرشامبو
لي آرشامبو (بالإنجليزية: Lee Archambault)‏ (و. 1960 – م) هو ضابط، ورائد فضاء من الولايات المتحدة الأمريكية. ولد في أوك بارك.

## ريادة الفضاء
شارك في المهمات الفضائية:
- STS-119
- STS-117.

## التعليم
تعلم في جامعة إلينوي، وجامعة إلينوي في إربانا-شامبين، وU.S. Air Force Test Pilot School

## الخدمة العسكرية
خدم في القوات الجوية الأمريكية.

## جوائز
حصل على جوائز منها:
- جائزة الشجاعة طيران
- وسام الجو.